# 三野博司
三野 博司（みの ひろし、1949年8月21日 - ）は、日本のフランス文学者、奈良女子大学名誉教授。専門はアルベール・カミュ。

## 経歴
京都生まれ。1974年京都大学文学部仏文科卒。76年大阪市立大学大学院修士課程修了、78年大阪市立大学文学部助手、83年同講師、85年フランスのクレルモン＝フェラン大学博士課程修了、文学博士。86年大阪市立大学文学部助教授、1991-96年奈良女子大学文学部助教授、96-2015年同教授。2010-13年奈良女子大学文学部長。2015年定年退任、同大学名誉教授、2015-2020年放送大学特任教授・奈良学習センター所長。2020-2022年国立大学法人奈良女子大学監事。2022-2024年-国立大学法人奈良国立大学機構常勤監事。
1982年日本カミュ研究会を設立以来、代表を務める。1994年から日仏語による研究誌『カミュ研究 Études camusiennes』（隔年刊）をフィリップ・ヴァネと共同編集。2007年からは国際カミュ学会副会長。09-12年日本フランス語フランス文学会関西支部長。2014年-奈良日仏協会会長。2023年カミュ『ペスト』（岩波文庫）により小西財団日仏翻訳文学賞を受賞。

## 著書
- Le Silence dans l'œuvre d'Albert Camus,José Corti (Paris) 1987
- 『「テキスト版」ツール・ド・フランス』白水社 1994
- 『カミュ「異邦人」を読む その謎と魅力』彩流社 2002、増補改訂版 2010
- 『カミュ沈黙の誘惑』彩流社 2003
- 『『星の王子さま』の謎』論創社 2005
- 『「星の王子さま」で学ぶフランス語文法』大修館書店 2007
- 『「星の王子さま」事典』大修館書店 2010
- 『カミュを読む 評伝と全作品』大修館書店 2016
- 『アルベール・カミュ』岩波新書 2024.9

### 共編著
- 『フランス文法参考書・リュミエール』森本英夫共著、駿河台出版社 1992
- 『文芸批評を学ぶ人のために』田辺保・荒木映子共編、世界思想社 1994
- 『新・リュミエール フランス文法参考書』森本英夫共著、駿河台出版社 2000
- 『小説のナラトロジー 主題と変奏』北岡誠司共編、世界思想社 2003
- 『プチット・リュミエール』森本英夫共著、駿河台出版社 2003
- 『トリコロール』殿村イザベル共著、白水社 2003
- 『大学の現場で震災を考える 文学部の試み』編著、かもがわ出版 2012、奈良女子大学文学部〈まほろば〉叢書
- 『増補改訂版 新リュミエール フランス文法参考書 CD-ROM付』森本英夫共著、駿河台出版社 2013

### 翻訳
- 『ラ・フォンテーヌの小話』木谷吉克共訳、社会思想社・現代教養文庫 1987
- 『沖の少女 シュペルヴィエル幻想短編集』社会思想社・現代教養文庫 1990
- 『愛の神のいたずら ラ・フォンテーヌの小話2』木谷吉克共訳、社会思想社・現代教養文庫 1991
- サン＝テグジュペリ『星の王子さま』論創社 2005
- ジュール・シュペルヴィエル『ノアの方舟』論創社 2006
- マリーズ・ブリュモン『『星の王子さま』を学ぶ人のために』世界思想社 2007
- エリック・ファーユ『みどりの国 滞在日記』水声社 2014
- クリストフ・キリアン『星の王子さま百科図鑑』柊風舎 2018
- アルベール・カミュ『ペスト』岩波文庫 2021